# شتوروو
شتوروو (به مجاری: Párkány) یک شهرک در اسلواکی با جمعیت ۱۱٬۱۷۲ نفر است که در Nové Zámky District واقع شده‌است.